# Leopold Auerbach (Mediziner)

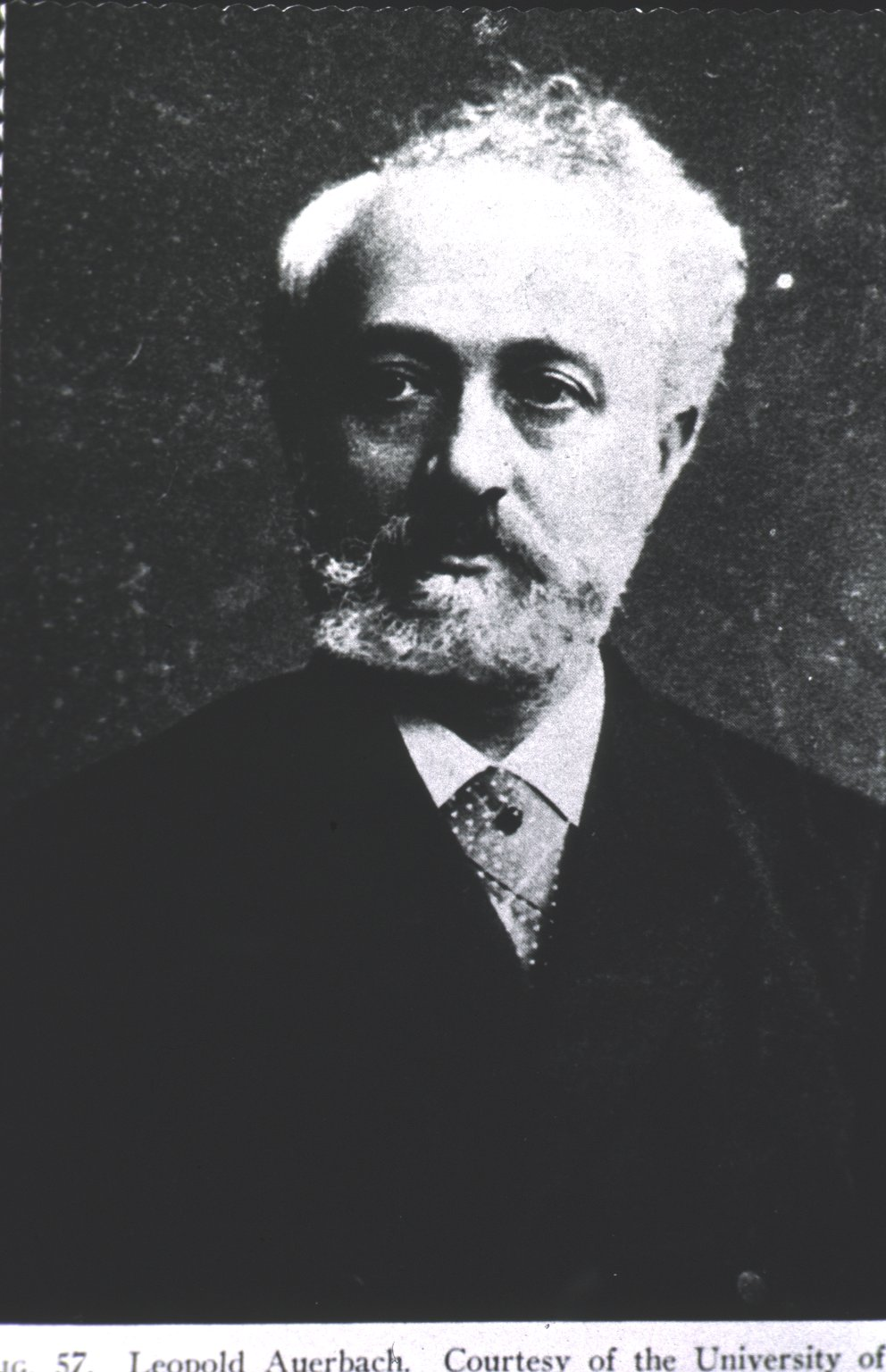
Leopold Auerbach

Leopold Auerbach (geboren 27. April 1828 in Breslau in Preußen (heute in Polen); gestorben 30. September 1897 ebenda) war ein deutscher Anatom und Pathologe.

## Leben
Auerbach studierte Medizin in Breslau, Berlin und Leipzig. Er wurde 1849 promoviert und ab 1850 praktizierte er als Arzt in Breslau. 1863 habilitierte er sich, wurde Privatdozent und 1872 außerordentlicher Professor für Neuropathologie in Breslau. Im Jahr 1881 wurde er zum Mitglied der Gelehrtenakademie Leopoldina gewählt. Auerbachs Hauptforschungsgebiet war die Neuropathologie. Er war einer der ersten, der dafür histologische Färbetechniken einsetzte. 1862 beschrieb er als erster den heute nach ihm benannten Auerbachschen Plexus (Plexus myentericus), ein Geflecht aus Nervenzellen in den Muskelschichten des Magen-Darm-Kanals, das die Motilität und Peristaltik des Verdauungssystems steuert. Darüber hinaus forschte er über Muskelreizung, Muskelhypertrophie und die Lymphgefäße verschiedener Organe.
Das Grab von Leopold Auerbach befindet sich auf dem Alten Jüdischen Friedhof in Breslau (Wrocław).

## Werke
- Über einen Plexus myentericus. Breslau, Morgenstern, Breslau 1862.
- Bau der Blut- und Lymph-Capillaren. Centralblatt für die medicinischen Wissenschaften, Berlin, 1865.
- Lymphgefässe des Darms. Virchows Archiv für pathologische Anatomie und Physiologie und für klinische Medizin, Berlin, 33 (1865).
- Wahre Muskelhypertrophie. Virchows Archiv für pathologische Anatomie und Physiologie und für klinische Medizin, Berlin, 53 (1871).
- Organologische Studien. Breslau 1874.*'